# Ksawery Wakulski
Ksawery Wakulski (nacido como Franciszek Ksawery Wakulski, el 2 de marzo de 1842 en Gostynin y fallecido el 11 de septiembre de 1925 en Varsovia) fue ingeniero civil polaco, particularmente activo en Perú.  

## Reseña biográfica
Completó su educación secundaria en Suwałki y en 1863 se matriculó en la Escuela Principal de Varsovia, obteniendo una maestría en matemáticas después de tres años. Completó su formación en París, obteniendo el diploma de ingeniero en la École des Ponts et Chaussés (Escuela de Puentes y Caminos) en 1869 con el primer puesto. Durante sus estudios en París, fue miembro de la Sociedad Polaca de Ciencias Exactas. En 1873, a instancias del matemático polaco Eduardo de Habich viajó al Perú y se empleó como ingeniero al servicio del gobierno. Se convirtió en el ingeniero jefe y director de los telégrafos peruanos. Colaboró con Habich en la fundación en 1876 de la Escuela de Ingenieros Civiles y de Minas (hoy Universidad Nacional de Ingeniería), donde llegó a ser subdirector (el 4 de diciembre de 1978), además de Profesor de la Cátedra de Caminos y Puentes (el 9 de mayo de 1876) y Cálculo Infinitesimal el 8 de junio de 1977). Publicó además artículos en español en las revistas científicas "Anales de los Ingenieros del Perú" y "Anales de los Obras Públicas del Perú".
A finales del siglo XIX regresó a Europa y se instaló en la Galitzia Oriental (Polonia), donde dirigió la construcción de la línea ferroviaria Delatin-Kolomyja-Stefanówka (1898-1899) 1.2.62 km de longitud, inaugurada el 18 de noviembre de 1899. Falleció el 11 de septiembre de 1925 en Varsovia.

## Monumento en honor a los ingenieros polacos

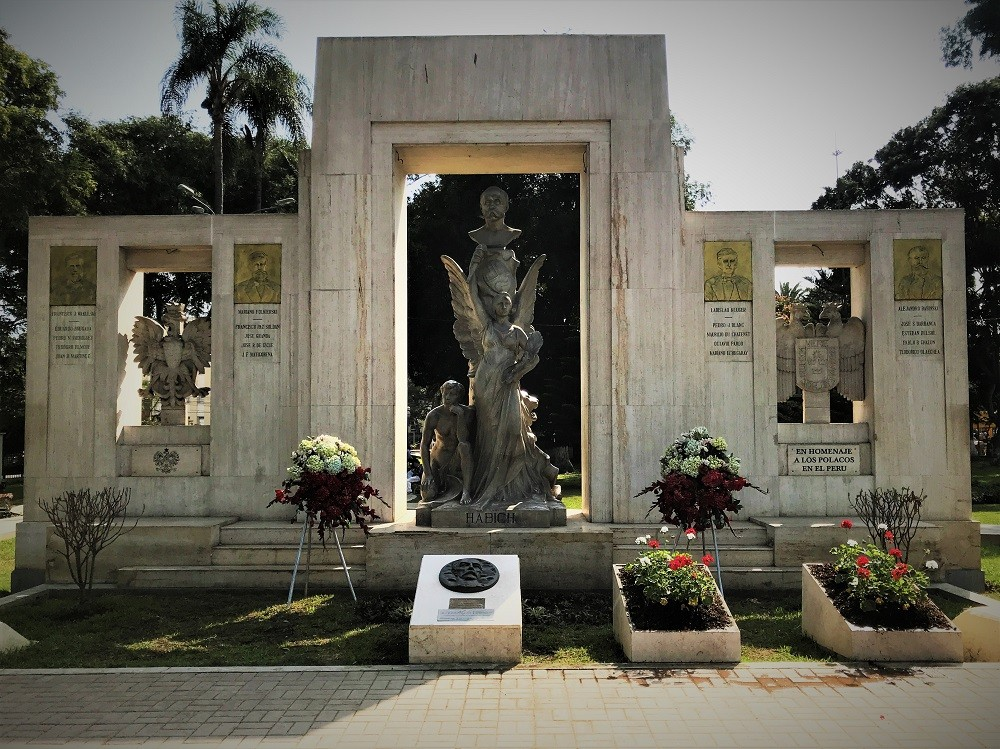
Monumento a los pioneros de la ingeniería polaca en Perú.

En agradecimiento a su contribución a la modernización de la recién formada república del Perú, se erigió un monumento en el Parque Polonia, en el distrito de Jesús María para conmemorar a Eduardo de Habich, fundador del primer colegio técnico del continente, así como de sus compatriotas que formaron el núcleo académico del colegio. Originalmente, fue un monumento de mármol a J.E. Habich, erigido en 1914, en el quinto aniversario de su muerte. Primero se ubicó en el prestigioso casco histórico de Lima, frente a la Basílica y Convento de San Agustín. Sin embargo, en 1934, en el centenario del nacimiento de J.E. Habich y en el 400 aniversario de la fundación de Lima, se creó otro monumento, donde se incorporó la primera escultura. En la parte izquierda del monumento figura el águila coronada polaca y placas de bronce con los bustos de Franciszek Ksawery Wakulski y Władysław Folkierski. En la parte derecha del monumento se encuentra el escudo de Lima apoyado en dos cóndores, y los bustos de Wladyslaw Kluger y Aleksander Babinski en placas de bronce. Bajo el escudo de Lima está grabada una inscripción en español "En honor a los polacos en el Perú". En el año 2021 el Ministerio de Cultura y Patrimonio Nacional de Polonia en Lima, como contribución a las celebraciones del bicentenario del Perú, restauró el monumento.